# Edzard Ernst
Edzard Ernst, född 1948 i Wiesbaden, är Storbritanniens första professor i komplementär medicin. Edzard Ernst är brittisk medborgare sedan år 1999.
Ernst är huvudredaktör för två medicinska tidskrifter Perfusion och Focus on Alternative and Complementary Therapies. Ernst har tidigare varit kolumnist på tidningen The Guardian och sammanfattat nyheter om alternativmedicin ur en evidensbaserad synvinkel.
Efter att ha inlett forskning om alternativmedicinska behandlingar så har Ernst kritiserat den. Han har publicerat forskning som utsätter behandlingsmetoder som han menar saknar dokumenterad effektivitet för kritisk granskning.

## Utbildning och tidig karriär
Edzard Ernst tog sin läkarexamen i Tyskland 1978 och disputerade därefter. Han skaffade sig sedan utbildning i akupunktur, autogen träning, herbalism, homeopati, massageterapi och ryggradsmanipulation men registrerade sig aldrig formellt som homeopat. Efter utbildningen började han arbeta på ett homeopatiskt sjukhus i München. 1988 blev han professor i Fysikalisk medicin och rehabilitering vid Hannovers medicinska högskola och 1990 blev han prefekt för Institutionen för fysikalisk medicin vid Wiens universitet.

## Arbete inom komplementär medicin
1993 övergick han till University of Exeter för att sätta upp institutionen för komplementär medicin (alternativmedicin). Han blev föreståndare för denna på det till universitet anslutna Peninsula Medical School år 2002. Han är den förste innehavaren av den av Maurice Laing finansierade professuren i alternativmedicin.

## Kritik
Efter att prins Charles privatsekreterare anklagat Ernst för att ha brutit mot ett sekretessavtal rörande den så kallade Smallwood-rapporten tillsatte Exeters universitet en utredning. Ernst friades men man fortsatte, enligt Ernst, att behandla honom som "persona non grata". Finansieringen av hans avdelning upphörde och han pensionerades 2011, två år före officiellt pensionsdatum.
Ernst studier av alternativmedicin har kritiserats av alternativmedicinska företrädare. Bland annat har Morley et al. 2001 kritiserat Ernst arbeten kring kiropraktik för "upprepat felanvända källor, vilseledande slutsatser, mycket selektivt urval av publicerade studier och felaktiga källhänvisningar". Ernst bemöter kritiken punkt för punkt och avslutar med "When reading all this, I had an uncomfortable feeling that Morley et al. use ad hominem arguments and numerous (often rather petty) details to distract from the real, and perhaps more relevant, notion that I might be correct with the essential tenet of my papers after all."  En lång debatt i tidskriften följde.

## Övriga uppdrag
I februari 2011 valdes Ernst in i Committee for Skeptical Inquiry.

## Vetenskapliga utmärkelser
För sina vetenskapliga insatser har Ernst vunnit tretton olika vetenskapliga priser:
- Scientific prize Zeitschrift für Allgemeinmedizin 1984, Tyskland.
- Kneipp-Preis 1984, Tyskland.
- Van-Aaken-Preis 1985, Tyskland.
- Scientific prize Zeitschrift für Allgemeinmedizin 1986, Tyskland.
- Scientific prize Zeitschrift für Allgemeinmedizin 1987, Tyskland.
- 1st prize Conrad Jobst Award (Am. Congr. Rehab. Med.) 1989, USA.
- Scientific prize Zeitschrift für Allgemeinmedizin 1989, Tyskland.
- Preis der Stadt Bad Kissingen 1988 (awarded 1990), Tyskland.
- Scientific prize Zeitschrift für Allgemeinmedizin 1991, Tyskland.
- Arpad Matrai Award, Hungarian Soc Clin Hemorrheology 2004, Ungern.
- Annual Health Watch Award, 2005, UK.
- Ernst Fletcher Memorial Award from the Rheumatology and Rehabilitation Council at The Royal Society of Medicine, 2006, UK.
- American Botanical Council: Norman Farnsworth Award 2006 (awarded March 2007), USA

## Bibliografi

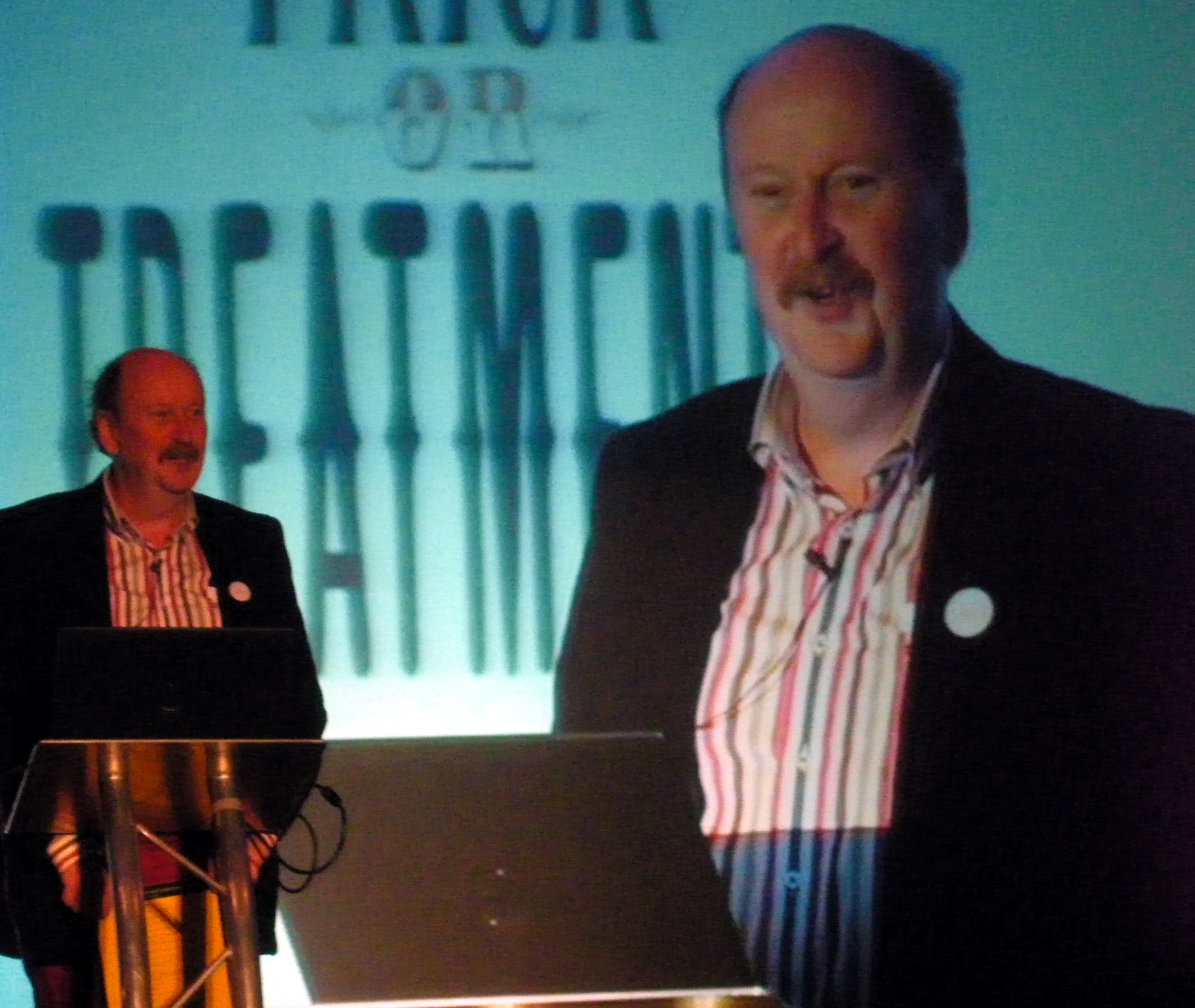
Edzard Ernst föreläser om Salvekvick och kvacksalveri år 2012.